# Чечулина, Галина Дмитриевна

«Майя Плисецкая в образе Кармен», 1970

Галина Дмитриевна Чечулина (род. 6 июня 1926, Винница) — советский и российский скульптор-керамист. Дочь архитектора Д. Н. Чечулина.

## Биография
Галина Дмитриевна Чечулина родилась 6 июня 1926 года в Виннице в семье Дмитрия Чечулина, в будущем известного архитектора. С детства увлекалась рисованием. Ходила в школу в Харькове, затем в Судаке. В 1938 году вместе с семьёй переехала в Москву, где училась в школе № 330. После начала Великой Отечественной войны вместе с семьёй была в эвакуации. Вернувшись в 1942 году в Москву, окончила школу-десятилетку № 661.
В 1944 году по совету отца поступила на факультет монументально-декоративной скульптуры Московский институт прикладного и декоративного искусства. Скульптуру ей преподавали Б. В. Валентинов, Б. Н. Ланге, А. Е. Зеленский, рисунок — А. А. Дейнека, В. А. Фаворский. Дипломом Галины Дмитриевны была двухфигурная композиция «Хоккеисты» (руководитель Л. М. Писаревский).
Окончив институт в 1950 году, Галина Дмитриевна стала работать в бригаде скульпторов под руководством Н. В. Томского. Занималась скульптурным оформлением высотного здания на Котельнической набережной. Вскоре её подруга и однокурсница Ольга Богданова, работавшая на Дулёвском фарфоровом заводе рассказала о Галине Чечулиной своему начальнику Петру Леонову. Он попросил Галину Дмитриевну показать эскизы и исполнить в месячный срок какую-либо композицию. Выполненный ею триптих по сказке «Жар-птица» был высоко оценён, и в декабре 1952 года Галина Чечулина поступила на работу скульптором в художественную лабораторию Дулёвского фарфорового завода.
На Дулёвском фарфоровом заводе Галина Чечулина проработала до 1987 года. За это время она создала множество скульптур, сувениров и различной утвари. Среди основных тем её работ были русские сказки, народные гулянья, балет и цирк. Она выполнила «Катюшу», талисман XII Всемирного фестиваля молодёжи и студентов, и «Мишутку», официальный талисман чемпионата миру по хоккею 1986 года. Вместе с мужем, архитектором О. А. Великорецким, выполнила мемориальные доски художнику П. Д. Корину (1976) и архитектору Д. Н. Чечулину (1985).
После того как муж Галины Дмитриевны познакомил её с выдающейся балериной Майей Плисецкой, скульптор выполнила ряд посвящённых ей работ. Изобразив Плисецкую в образе Одетты, Чечулина запечатлела одну из ключевых сцен балета «Лебединое озеро». По словам искусствоведа Н. С. Онегина, в положении рук балерины «чувствуется угнетение и слабость, то в её лице переданы сила и непокорность, стремление к свободе и вера в любовь».
В 1972 году совместно со скульпторами Т. Н. Тихоновой и О. А. Иконниковым выполнила 5 рельефов для внутреннего дворика восточного корпуса гостиницы «Россия».
Принимала участие в художественных выставках с 1953 года. В том же году была принята в Союз художников СССР. По утверждению М. А. Сафоновой, творчеству Г. Д. Чечулиной «свойственны поэтичность, добрый юмор, богатство форм и поэтический вымысел».
Работы Галины Чечулиной находятся в экспозициях Всероссийского музея декоративного искусства, музея Дулёвского фарфорового завода и в собраниях других музеев России.